# Enllaç Deule-Escalda
L'Enllaç Deule-Escalda és una via navegable internacional que enllaça el riu Deule a Marquette a França amb l'Escalda a Spiere a Bèlgica. Té una llargada de 28 km. Tres vies el componen: del costat francès la part canalitzada del riu Marque i el canal de Roubaix i del costat belga l'Spierekanaal.
Enllaça 11 municipes
- França: 
  - Nord – Pas-de-Calais: Marquette-lez-Lille, Marcq-en-Baroeul, Wasquehal, Croix, Tourcoing, Roubaix, Wattrelos, Leers (19,597 km)
- Bèlgica:
  - Valònia (Hainaut): Estaimpuis i Pecq (7,128 km)
  - Flandes (Flandes Occidental): Spiere (1,275 km)

Per superar un desnivell de 33,90m li calen a l'enllaç 7 rescloses a l'aiguavessant del Deule i 8 al de l'Escalda (5 a França i 3 a Valònia).

## Història
L'enllaç va construir-se en diverses fases des del 1839 al 1893. Durant les dues guerres mundials les infraestructures van sofrir molt, però el trànsit reprèn el 1948. A poc a poc, va perdre la seva importància a causa de la competició amb el transport per carreteres. L'última embarcació passà al canal de Roubaix el 1986. Des de l'inici del segle, les entitats dels marges de l'enllaç van engegar un programa de restauració batejat Blue Links. L'obra va començar el 2005 i haurà d'acabar-se el 2008.